# Alsfeld-Heidelbach
Heidelbach ist ein kleines Dorf im mittelhessischen Vogelsbergkreis und ein Stadtteil der Stadt Alsfeld.

## Geographische Lage
Heidelbach liegt am Südwestrand des Knüllgebirges im Schwalmgrund etwa 6 km nördlich der Alsfelder Kernstadt. Es befindet sich an den Mündungen des Wegwassers und Krähbachs in den Eder-Zufluss Schwalm, an der südlich des Dorfs das Hochwasserrückhaltebecken Heidelbach liegt. Nördlich des Dorfs erhebt sich der Heidelberg (318,1 m ü. NN). Durch das Dorf führt die Landesstraße 3156, von der die Kreisstraße 115 zur östlich angelegten Bundesstraße 254 überleitet.

## Geschichte

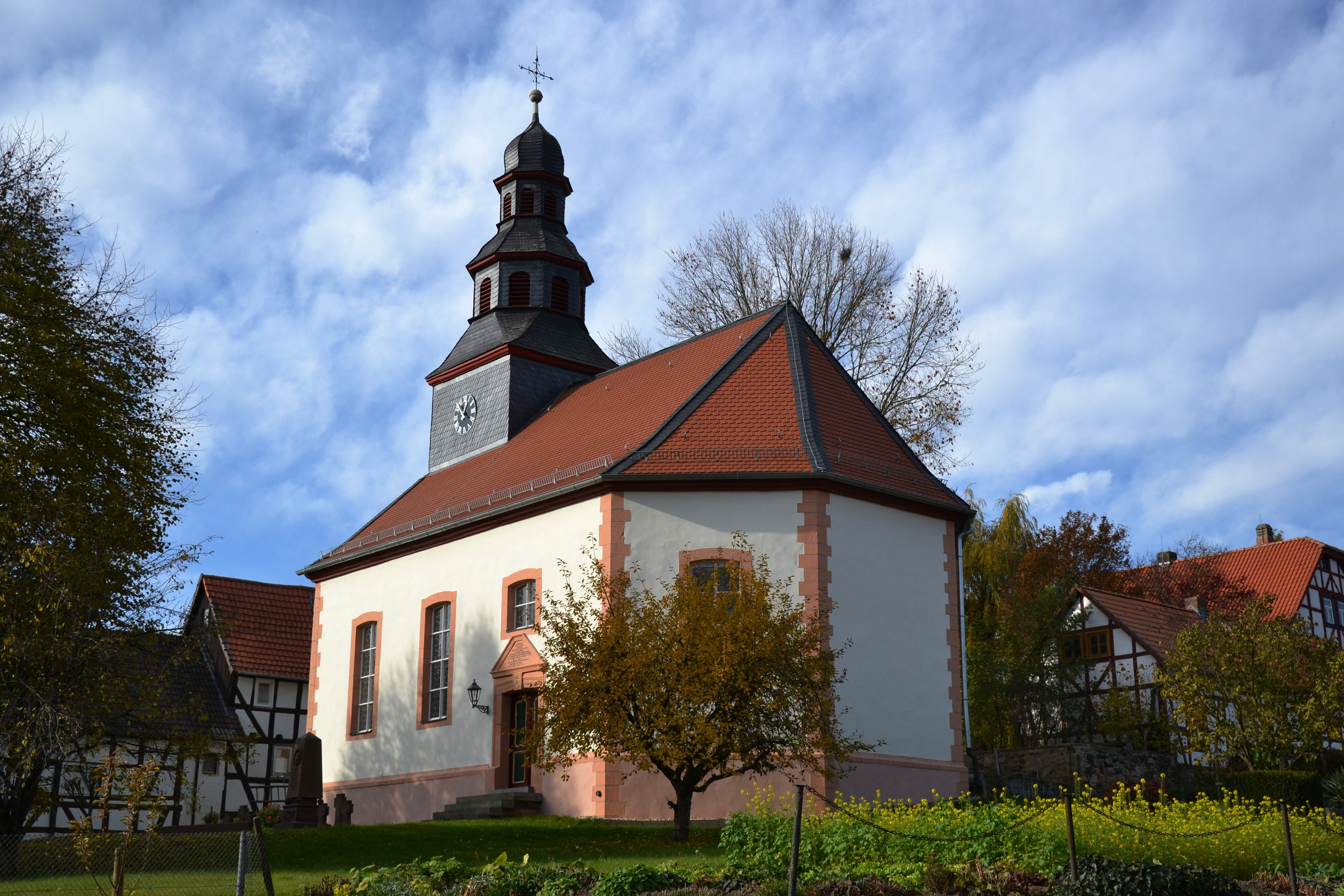
Evangelische Kirche

### Ortsgeschichte
Die älteste bekannte schriftliche Erwähnung von Heidelbach erfolgte unter dem Namen Heidilbahc im Jahr 1057 in einer Urkunde der Abtei Hersfeld.
Die Statistisch-topographisch-historische Beschreibung des Großherzogthums Hessen berichtet 1830 über Heidelbach:

„Heidelbach (L. Bez. Alsfeld) evangel. Pfarrdorf; liegt an der Churhessischen Grenze, wo die Brücke gegen Schrecksbach die Gemarkung scheidet, so wie an der Schwalm, 1 1⁄4 St. von Alsfeld, hat 52 Häuser 316 evangelische Einwohner, 1 Kirche, 1 Mühle und mehrere Höfe. – Der Ort kommt unter dem Namen Heidelbach vor, und so weit die Nachrichten reichen, erscheint derselbe als ein Theil des Gerichts Alsfeld. Die Kirche wird 1057 in einer Urkunde genannt, nach welcher es der Erzbischof von Mainz übernahm, den Grafen Hermann (vermuthlich von Gleiberg) wegen seiner Ansprüche an die Kirche zu Heidelbach zu befriedigen. Die Burgmännische Familie Schaufuß zu Alsfeld, befand sich schon 1316 im Besitz des Kirchsatzes, welcher von ihr zur Hälfte an die Familie von Heidwolf übergegangen ist. Zu dieser Zeit war Volpertus dictus Nodunck Pfarrer zu Heidelbach. Die Familie der Nodinge findet sich schon frühe in dieser Gegend, und wurde später mit Angerod belehnt.“

Hessische Gebietsreform (1970–1977)
Zum 31. Dezember 1971 wurde die bis dahin selbständige Gemeinde Heidelbach im Zuge der Gebietsreform in Hessen auf freiwilliger Basis als Stadtteil nach Alsfeld eingegliedert. Für Heidelbach, wie für die übrigen Stadtteile von Alsfeld, wurde ein Ortsbezirk eingerichtet.

### Verwaltungsgeschichte im Überblick
Die folgende Liste zeigt die Staaten und Verwaltungseinheiten, denen Heidelbach angehört(e):
- vor 1567: Heiliges Römisches Reich, Landgrafschaft Hessen
- ab 1567: Heiliges Römisches Reich, Landgrafschaft Hessen-Marburg, Amt Alsfeld[9]
- 1604–1648: Heiliges Römisches Reich, strittig zwischen Landgrafschaft Hessen-Darmstadt und Landgrafschaft Hessen-Kassel (Hessenkrieg)
- ab 1604: Heiliges Römisches Reich, Landgrafschaft Hessen-Darmstadt, Oberamt Alsfeld, Amt Alsfeld
- ab 1806: Großherzogtum Hessen,[Anm. 2] Oberamt Alsfeld, Fürstentum Oberhessen, Amt Alsfeld[10][11]
- ab 1815: Großherzogtum Hessen, Amt Alsfeld[12]
- ab 1821: Großherzogtum Hessen, Provinz Oberhessen, Landratsbezirk Romrod[13][Anm. 3]
- ab 1829: Großherzogtum Hessen, Provinz Oberhessen, Landratsbezirk Alsfeld
- ab 1832: Großherzogtum Hessen, Provinz Oberhessen, Kreis Alsfeld
- ab 1848: Großherzogtum Hessen, Regierungsbezirk Alsfeld
- ab 1852: Großherzogtum Hessen, Provinz Oberhessen, Kreis Alsfeld
- ab 1867: Norddeutscher Bund[Anm. 4], Großherzogtum Hessen, Provinz Oberhessen, Kreis Alsfeld
- ab 1871: Deutsches Reich, Großherzogtum Hessen, Provinz Oberhessen, Kreis Alsfeld
- ab 1918: Deutsches Reich (Weimarer Republik), Volksstaat Hessen, Provinz Oberhessen, Kreis Alsfeld
- ab 1938: Deutsches Reich, Volksstaat Hessen, Landkreis Alsfeld[14][Anm. 5]
- ab 1945: Amerikanische Besatzungszone,[Anm. 6] Groß-Hessen, Regierungsbezirk Darmstadt, Landkreis Alsfeld
- ab 1946: Amerikanische Besatzungszone, Land Hessen, Regierungsbezirk Kassel, Landkreis Ziegenhain
- ab 1949: Bundesrepublik Deutschland, Land Hessen, Regierungsbezirk Kassel, Landkreis Ziegenhain
- ab 1972: Bundesrepublik Deutschland, Land Hessen, Regierungsbezirk Kassel, Vogelsbergkreis, Stadt Alsfeld[Anm. 7]
- ab 1981: Bundesrepublik Deutschland, Land Hessen, Regierungsbezirk Gießen, Vogelsbergkreis, Stadt Alsfeld

### Gerichte seit 1803
In der Landgrafschaft Hessen-Darmstadt wurde mit Ausführungsverordnung vom 9. Dezember 1803 das Gerichtswesen neu organisiert. Für die Provinz Oberhessen wurde das Hofgericht Gießen als Gericht der zweiten Instanz eingerichtet. Die Rechtsprechung der ersten Instanz wurde durch die Ämter bzw. Standesherren vorgenommen und somit für Heidelbach durch das Amt Alsfeld. Mit der Gründung des Großherzogtums Hessen 1806 wurden die Aufgaben der ersten Instanz 1821 im Rahmen der Trennung von Rechtsprechung und Verwaltung auf die neu geschaffenen Landgerichte übertragen. „Landgericht Alsfeld“ war daher von 1821 bis 1879 die Bezeichnung für das erstinstanzliche Gericht in Alsfeld, das heutige Amtsgericht, das für Heidelbach zuständig war.
Anlässlich der Einführung des Gerichtsverfassungsgesetzes mit Wirkung vom 1. Oktober 1879, infolge derer die bisherigen großherzoglichen Landgerichte durch Amtsgerichte an gleicher Stelle ersetzt wurden, während die neu geschaffenen Landgerichte nun als Obergerichte fungierten, kam es zur Umbenennung in Amtsgericht Alsfeld und Zuteilung zum Bezirk des Landgerichts Gießen.

## Bevölkerung

### Einwohnerstruktur 2011
Nach den Erhebungen des Zensus 2011 lebten am Stichtag dem 9. Mai 2011 in Heidelbach 312 Einwohner. Darunter waren 3 (1,0 %) Ausländer. Nach dem Lebensalter waren 36 Einwohner unter 18 Jahren, 114 zwischen 18 und 49, 81 zwischen 50 und 64 und 81 Einwohner waren älter. Die Einwohner lebten in 138 Haushalten. Davon waren 45 Singlehaushalte, 39 Paare ohne Kinder und 39 Paare mit Kindern, sowie 9 Alleinerziehende und 6 Wohngemeinschaften. In 33 Haushalten lebten ausschließlich Senioren/-innen und in 87 Haushaltungen lebten keine Senioren/-innen.

### Einwohnerentwicklung
| • 1791: | 243 Einwohner            |
| • 1800: | 243 Einwohner            |
| • 1806: | 254 Einwohner, 50 Häuser |
| • 1829: | 316 Einwohner, 61 Häuser |
| • 1867: | 299 Einwohner, 50 Häuser |

| Heidelbach: Einwohnerzahlen von 1791 bis 2020 | Heidelbach: Einwohnerzahlen von 1791 bis 2020 | Heidelbach: Einwohnerzahlen von 1791 bis 2020 | Heidelbach: Einwohnerzahlen von 1791 bis 2020 | Heidelbach: Einwohnerzahlen von 1791 bis 2020 |
| --- | --------------------------------------------- | --------------------------------------------- | --------------------------------------------- | --------------------------------------------- |
| Jahr |                                               |                                               |                                               | Einwohner                                     |
| 1791 | 1791                                          |                                               | 234                                           | 234                                           |
| 1800 | 1800                                          |                                               | 243                                           | 243                                           |
| 1806 | 1806                                          |                                               | 254                                           | 254                                           |
| 1829 | 1829                                          |                                               | 316                                           | 316                                           |
| 1834 | 1834                                          |                                               | 290                                           | 290                                           |
| 1840 | 1840                                          |                                               | 327                                           | 327                                           |
| 1846 | 1846                                          |                                               | 334                                           | 334                                           |
| 1852 | 1852                                          |                                               | 317                                           | 317                                           |
| 1858 | 1858                                          |                                               | 292                                           | 292                                           |
| 1864 | 1864                                          |                                               | 295                                           | 295                                           |
| 1871 | 1871                                          |                                               | 322                                           | 322                                           |
| 1875 | 1875                                          |                                               | 313                                           | 313                                           |
| 1885 | 1885                                          |                                               | 307                                           | 307                                           |
| 1895 | 1895                                          |                                               | 306                                           | 306                                           |
| 1905 | 1905                                          |                                               | 321                                           | 321                                           |
| 1910 | 1910                                          |                                               | 306                                           | 306                                           |
| 1925 | 1925                                          |                                               | 271                                           | 271                                           |
| 1939 | 1939                                          |                                               | 299                                           | 299                                           |
| 1946 | 1946                                          |                                               | 482                                           | 482                                           |
| 1950 | 1950                                          |                                               | 440                                           | 440                                           |
| 1956 | 1956                                          |                                               | 391                                           | 391                                           |
| 1961 | 1961                                          |                                               | 368                                           | 368                                           |
| 1967 | 1967                                          |                                               | 398                                           | 398                                           |
| 1970 | 1970                                          |                                               | 379                                           | 379                                           |
| 1980 | 1980                                          |                                               | ?                                             | ?                                             |
| 1990 | 1990                                          |                                               | ?                                             | ?                                             |
| 2000 | 2000                                          |                                               | ?                                             | ?                                             |
| 2006 | 2006                                          |                                               | 340                                           | 340                                           |
| 2011 | 2011                                          |                                               | 312                                           | 312                                           |
| 2015 | 2015                                          |                                               | 287                                           | 287                                           |
| 2020 | 2020                                          |                                               | 285                                           | 285                                           |
| Datenquelle: Historisches Gemeindeverzeichnis für Hessen: Die Bevölkerung der Gemeinden 1834 bis 1967. Wiesbaden: Hessisches Statistisches Landesamt, 1968. Weitere Quellen: LAGIS; Stadt Alsfeld: 2006, 2015:, 2020; Zensus 2011 |                                               |                                               |                                               |                                               |

### Historische Religionszugehörigkeit
| • 1829: | 316 evangelische Einwohner                                                 |
| • 1961: | 328 evangelische (= 89,13 %), 34 römisch-katholischer (= 9,24 %) Einwohner |

## Politik
Für Heidelbach besteht ein Ortsbezirk (Gebiete der ehemaligen Gemeinde Heidelbach) mit Ortsbeirat und Ortsvorsteher nach der Hessischen Gemeindeordnung.
Der Ortsbeirat besteht aus sieben Mitgliedern. Bei den Kommunalwahlen in Hessen 2021 betrug die Wahlbeteiligung zum Ortsbeirat 64,91 %. Alle Kandidaten gehörten der „Wählergemeinschaft Heidelbach“ an. Der Ortsbeirat wählte Dietmar Hermann zum Ortsvorsteher.

## Baudenkmäler
Die evangelische Kirche birgt eine Orgel aus der Werkstatt von Johann Hartmann Bernhard aus den Jahren 1817/18, die im Jahre 2009 von Orgelbau Waltershausen restauriert wurde.
Siehe auch: Liste der Kulturdenkmäler in Heidelbach (Alsfeld)

## Familienname
Die alte hessische Familie Heidelbach entlehnte ihren Namen aus dem Dorf.

## Persönlichkeiten
- Heinrich Theobald Schenk (1656–1727), evangelischer Theologe und Kirchenliedkomponist